# Casteltodino
Casteltodino is een plaats (frazione) in de Italiaanse gemeente Montecastrilli.